# دیجوجین (اردبیل)
دیجوجین یا (دیژویژین) (دِژِ بیژن) روستایی است که در استان اردبیل، شهرستان اردبیل، بخش مرکزی، دهستان سردابه قرار دارد. این روستا مهد تولد حسن‌علی علی‌پور از بزرگ‌ترین خیرین مدرسه‌ساز و نیکوکاران ایران است.

## جمعیّت
بر اساس سرشماری سال ۱۳۹۵ مرکز آمار ایران، جمعیّت این روستا ۱۱۴۴ نفر با ۳۴۸ خانوار است.

## جغرافیای طبیعی

### موقعیت جغرافیایی
دیجویجین به خاطر موقعیت جغرافیایی منحصر به فرد به عنوان چهار راه ارتباطی چندین روستا شناخته می‌شود. این روستا با روستاهای امیدچه، باروق، خشکه‌رود و جناقرود همسایه است و همچنین مسیر عبور روستاهای دیگر مثل خیارک می‌باشد. دارای دو مسیر ارتباطی با شهر اردبیل است و دو جاده‌ی مهم آسفالت شده دهستان سردابه را به هم وصل می‌کند. این روستا در دشت اردبیل و در نزدیکی دامنه کوه سبلان و در ۱۴ کیلومتری غرب شهر اردبیل واقع شده است که جزو نزدیک‌ترین روستاها به شهر اردبیل است.

### آب و هوا
دیجویجین، زمستان های سرد و برفی و تابستان های بسیار معتدلی دارد. این روستا به عنوان یکی از بهترین ییلاق های اردبیل شناخته میشود. به دلیل مجاورت این روستا با بخش مرکزی، آب و هوای آن تابعِ آب و هوای شهرستان اردبیل است.

## طبیعت روستا
رود معروف «نشته‌رود» از کنار دیجوجین می‌گذرد. گلابی(به زبان محلی: آرمود) از جمله میوه‌های مشهور این روستا است و  این منطقه را با ضرب‌المثل "باروقین بال آرمودی و دیژویژینین کال آرمودی" مشهور کرده است. درختان گردو نیز در این روستا زیاد وجود دارد. باغ‌های این روستا بیشتر در کنار نشترود قرار گرفته است. چشمه مختر بلاغی دارای آب بسیار گوارایی است و مردم روستا سالیان بسیاری، قبل از آب‌رسانی روستا از آب این چشمه استفاده می‌کردند.

## میراث فرهنگی
تپه تاریخی《نصیر تپه سی》که از آثار مورد حفاظت سازمان میراث فرهنگی است در دیجوجین قرار دارد. قالی‌بافی از صنایع دستی مردم این روستا است. از جمله غذاهای محلی می‌توان خینگل، آش دوغ ، خشیل ، یارما پلو و حلوای سیاه اردبیل را نام برد. نقاشان این روستا در سطح شهر اردبیل نیز معروف هستند. از جمله نقاشان پیشکسوت در این روستا می‌توان به " اوستا مَندی " اشاره کرد.  

## گردشگری
این روستا به دلیل داشتن طبیعت‌ زیبا و انواع غذاهای سنتی و آبگوشت و کباب های معروفش، از جاهای توریستی و دیدنی اردبیل است. دیجویجین همه ساله در عید نوروز و فصل تابستان پذیرای مسافران زیادی از شهرهای مختلف و بیشتر تهران می باشد. 

## تاسیس اولین مدرسه
دیجوجین از روستاهای پیشتاز و اول منطقه اردبیل است که در آن مدرسه به شکل امروزی ساخته شده و دانش آموزانی از روستاهای عموقین، امیدچه، جناقرود، خشکه‌رود، باروق، خیارک، جمادی، قره‌تپه، وکیل‌آباد، اروانق، قلعه‌جوق و... در آن مدرسه تحصیل کردند. بنیان‌گذار این مدرسه در روستا فردی به نام "میر علی بِیگ"(نام محلی: میرعالی بی) با همت اهالی آن را بنا کرده بوده و به همین علت مدرسه‌سازی در این روستا و در نزد اهالی دیجوجین مرسوم بوده که ساخت ۷۲ مدرسه توسط حسن‌علی علی‌پور در ادامه این روند است و همچنین می‌توان به ساخت ۹ مدرسه در قالب ۲۴ کلاس درس توسط خانم روح‌انگیز یشمی که اصالتا اهل این روستا هستند، اشاره کرد. 

## نام روستا
براساس نظر بزرگان قدیمی، نام روستا از کلمه "دِژِ بیژن"  (قلعه ی بیژن) گرفته شده است و احتمال می‌دهند پس از تصرف ایران توسط اعراب و نبود حرف "ژ" در زبان عربی و تلفظ راحت آن به دیجوجین تغییر یافته است.

شخصیت های مرتبط:
حيدر صفرنژاد ديجوجين